# Coccophagus triguttatus
Coccophagus triguttatus är en stekelart som beskrevs av Girault 1915. Coccophagus triguttatus ingår i släktet Coccophagus och familjen växtlussteklar. Inga underarter finns listade i Catalogue of Life.